# ايقويست
ايقويست (Égoïste) هو عطر للرجال أنتجته دار الأزياء الفرنسية شانيل. تم ابتكاره من قبل العطار جاك بولج. تم إصدار العطر عام 1990. و (Égoïste) كلمة فرنسية تعني «الأنانية» أو «حب الذات». والإعلانات التجارية للعطر تم إخراجها من قبل جان بول غوده. 